# Ticky Burden
Luther Dean Burden, detto Ticky (Haines City, 28 febbraio 1953 – Winston-Salem, 29 ottobre 2015), è stato un cestista statunitense, professionista nella ABA e nella NBA.

## Carriera
Venne selezionato dai New York Knicks al secondo giro del Draft NBA 1975 (26ª scelta assoluta).
Con gli Stati Uniti disputò i Campionati mondiali del 1974.

## Palmarès
- NCAA AP All-America First Team (1975)
- ABA All-Rookie Team (1976)